# DearS
DearS(ディアーズ)는 센도우 반리와 에바라 시부코가 Peach-Pit이라는 필명으로 공동창작한 만화이자, 그 만화를 원작으로 하는 TV애니메이션이다. 일본에서는 미디어웍스(MediaWorks)의 '월간 전격 코믹 가오'를 통해 2002년 3월부터 2005년 5월까지 연재되었고, 나중에 단행본 8권, 공식 팬북, 일러스트집이 발매되었다. 대한민국에선 같은 제목으로, 삼양출판사에서 전 8권의 번역본이 완간되었다.
2004년엔 원작의 스토리 일부와 2개의 오리지널 스토리를 가지고 애니메이션으로 제작되어, 총 13화로 완결되었다. 또한 같은 해에 플레이스테이션2 게임으로도 만들어졌다.

## 줄거리
근미래의 일본 도쿄 앞바다에 UFO가 추락한다. 그 속에 탑승하고 있던 150여 명의 외계인들은 지구인과 접촉 후 'DearS(디어즈)'라는 명칭으로 불리게 된다. 이들은 UFO의 고장으로 우주로 돌아가지 못해 일본 정부로부터 시민권을 얻어 지구에 정착한다. 평범한 고등학생인 '이쿠하라 타케야'는 어느날 우연히 길에 쓰러진 디어즈 여성을 발견, '렌'이라는 이름을 붙여준 뒤 집으로 데려와 같이 살게 된다. 그러나 렌의 등장으로 인해 타케야의 조용하던 삶은 점점 파란만장하게 변해가는데.......

## 등장인물

### 주요 캐릭터
기본적으로 원작만화의 내용에 준거하여 작성하였으며, 애니메이션에서 특별히 다른 점이 있을 경우 추가로 기술하였다.
이쿠하라 타케야(幾原 武哉)
성우 - 타니야마 키쇼 / 산페이 유코(소년시절)
작품의 주인공. 카나가와현립 코하루 고등학교 2학년. 성급하고 무뚝뚝하지만 의외로 세심한 성격. 가족들하고 떨어져 원룸에서 혼자 살고 있으며, 아르바이트를 하고 있다. (아르바이트 직장은 원작만화에서는 빵집 '메르헨', 애니메이션에서는 비디오 대여점) 생활자금은 집에서 부쳐주는 생활비와 자신의 알바비로 감당하는 것으로 보인다. 가족으로는 아버지 타케조, 새엄마 하루미, 의붓여동생 나츠키가 있다.
평범한 고교생이었으나 자기가 싫어하던 외계인인 '디어즈'의 애정과 봉사를 받는 주인님이 되면서 그의 삶은 꼬이기 시작한다. 하지만 렌과의 동거와 우정을 통해 디어즈의 참모습을 알고 그들을 다정하게 대해주게 된다. 항상 렌이 일으키는 말썽으로 곤란을 겪지만, 그래도 렌을 진심으로 아낀다. 타케야 본인은 렌이나 다른 디어즈들을 동등한 친구로 생각하려 하지만 렌은 노예로서의 본분에 충실하려고 하기 때문에 둘 사이에 감정적인 엇갈림이 생기고, 타케야는 그 때문에 렌이 진심으로 자기를 좋아하는지, 또한 낯선 생명체인 디어즈들과 정말로 이해가 가능한지 의문을 갖는다. 우여곡절 끝에 렌을 사랑하는 자기 마음을 인정하고 그녀와 맺어진다. 이오가 디어즈들을 데리고 우주로 떠날 때, 자신이 진정으로 하고 싶은 일을 찾기 위해서 렌, 치나, 니아, 뮤랑 같이 이오를 따라 우주로 나간다.
참고로, 그의 외계인에 대한 혐오감은 과거 네네코가 보여 준, 외계인이 나오는 SF영화에 대한 공포심으로 인해 생긴 것이라 한다.
렌(レン)
성우 - 시미즈 아이
타케야와 같이 살게 된 소녀 디어즈. 본명은 '렌렌렌나구사란렌시아·루룬렌·나코라'이나, 타케야가 부르기 어려워 그냥 줄여서 '렌'이라 이름을 붙여줌.
동결상태로 캡슐에 실려 트럭으로 운송되던 도중 교통사고로 캡슐에서 벗어나, 노숙자같은 행색으로 헤매던 것을 타케야가 발견한다. 그와 강제로 주종계약을 맺은 뒤 타케야의 불평에도 아랑곳하지 않고 그의 자취방에서 얹혀살게 된다. 본래는 제조과정에 결함이 있어 바깥에 유통되지 않고 동결상태에서 연구 샘플로만 사용되는 '제로 넘버즈'였으나 전술한 교통사고로 인해 지구인 사회에 풀려난 것이다. 따라서 충분한 사전 교육과정을 거친 다른 디어즈들과 달리 어린아이처럼 순수한 백지 상태에서 생활을 시작한다.
처음엔 어떠한 교육도 받지 못했기 때문에 지구언어를 말하지도 알아듣지도 못 하였으나, 자신의 호기심과 친구들의 도움을 통해 언어와 풍습을 습득하고, 행정착오로 타케야와 같은 고교에 전학까지 온다. 자신을 '타케야의 노예'라고 자칭하고 있으며 자신을 결함품이 아닌 사람처럼 대해주는 타케야를 지나치게 좋아한다. 타케야와 생활하면서 렌의 감정과 욕구는 날이 갈수록 점차 분명해지지만 렌 본인은 이런 감정에 대해 끊임없이 혼란스러워 하고, '디어즈'는 '사랑'의 개념을 이해할 수 없다는 고정관념 때문에 자기의 진정한 감정을 눈치채지 못한다. 그러나 타케야의 눈치없는 행동 때문에 그가 자신에 대해 애정이 없는 게 아닌가 걱정하며 불안을 느끼기 시작하고, 이러한 불안을 부채질하는 여러 가지 일들이 있은 후 마침내 타케야를 사랑한다는 걸 깨달아, 노예로서의 역할 때문이 아니라 자신의 의지로 항상 타케야와 함께 있기를 바라게 된다.
학교 친구들 및 마을 사람들 대부분하고 친하게 지내며 때로 초인적인 능력을 발휘한다. 잠은 타케야의 방 벽장에서 자며, 멜론빵을 매우 좋아한다. 요리 솜씨는 처음에는 외계인의 기준에 맞춰져 있었기 때문에 도저히 지구인이 먹을 수 없는 것만 만들곤 했으나 타케야와 생활하면서 차차 나아지기 시작한다.
사실 그녀의 진정한 역할은 디어즈 종족의 미래를 좌우하는 열쇠인 '게이트'이지만 이러한 사실은 작품 후반까지 비밀로 되어 있다.
뮤(ミゥ)
성우 - 나카하라 마이
디어즈. 본명은 '시아노스탈렌나그레그유그·타나스트·아우세무·루키·뮤'이다.
원래는 타케야가 다니는 학교에 전학 올 소녀 디어즈였으나, 렌이 잘못 전학오는 바람에 졸지에 가짜 취급을 받아 자존심이 상한다. 앞으로 학교에 다닐 사람을 결정하기 위해 렌과 솜씨 대결을 벌이지만 사소한 우연이 겹치는 바람에 지고 만다. 하지만 교장과 학생들의 배려 및 요청으로 뮤도 학교에 다니게 된다. 겉으로는 자존심 세고 고상하며 건방진 것처럼 보이지만, 실제론 상냥하고 따뜻한 성격이다. 렌이 '디어즈'로서 할 일을 제대로 하지 못 해 옆에서 이것저것 도와주곤 한다. 원래 지구에 오기 전에 주인이 있었으나 행성간 전쟁에 말려든 주인이 그녀를 살리기 위해 창고에 숨겨두고 자기는 적에게 사살당하는 사건이 벌어져 주인을 잃었다. 이때 죽어가는 주인을 살리지 못한 것이 트라우마로 남아, '디어즈'는 주인에게 진정으로 필요한 존재가 되어야만 존재 가치가 있다고 생각하게 된다.
우연한 사건으로 타케야와 우물에 빠졌을 때 주인을 잃었을 당시의 공포심이 되살아나 우울증에 빠지지만, 타케야의 "내가 널 필요로 하면 되잖아!"라는 말을 듣고 트라우마를 극복한다. 또한 그 이후 타케야에게 호감을 품게 된다. 하지만 그녀 역시 '디어즈'는 '사랑'을 느낄 수 없다는 고정관념 때문에 자기 감정이 무엇인지 몰라 혼란을 겪게 된다. 하지만 노나카를 포함한 주변 사람들의 조언으로 인해, 자신이 타케야를 사랑하고 있음을 깨닫게 된다.
그녀 역시 학교 사람들 및 마을 사람들과 친분이 있으며, 초인적인 능력을 지니고 있다. 또한 가사 노동 및 학업 성적도 우수한 편. 어느 노부부의 집에서 홈스테이를 하고 있는데 이 노부부에 대해서는 애니메이션에서 보다 자세한 설정이 밝혀진다. 이전에는 커뮤니티의 블랙 시프를 맡기도 했고 디어즈 인권수여식에서 대표로 연설도 하는 등 나름대로 재능을 인정받는 유명인이다.
이즈미 네네코(和泉 寧々子)
성우 - 사이토 치와
타케야의 소꿉친구로 같은 학교에 다니는 고등학생. 타케야가 살고 있는 원룸 주인의 따님으로, 하루미의 부탁과 자신의 의지로 홀로 지내는 타케야를 보살펴 주고 있다. 어린 시절에 어머니를 잃고 현재는 동생과 할머니하고 함께 산다. 타케야와는 자주 티격태격하지만 그에 못지 않게 여러 가지 조언이나 도움도 제공하는 믿음직한 존재. 초등학생 시절 아이들에게 괴롭힘을 당하던 것을 타케야가 구해준 이래 그에게 호감을 품어왔으나 자신의 수수한 외모와 털털한 성격에 콤플렉스를 갖고 있어 쉽게 다가가지 못하고 있다. 렌이나 뮤 같은 강적이 출현한 이후로는 좋은 친구로 남는 길을 선택하고 항상 한 발짝 물러서서 객관적으로 타케야를 지켜본다.
재봉에 솜씨가 있어서 인형옷이나 코스프레 의상을 만드는 게 취미이며, 언젠가는 기술을 갈고 닦아 자기만의 디자인을 만들려는 꿈을 갖고 있다. 인터넷에서는 '유메미가하라 리리아(夢見ヶ原りりあ)'라는 가명으로 인형옷의 주문제작도 하고 있다. (작가의 다른 작품 《로젠 메이든》에서도 같은 이름의 제작자가 언급되는데, 독자들을 위한 작가의 팬서비스인 듯 하다.) 마지막에는 평소 동경하던 인기 디자이너에게 솜씨를 인정받아 미국에 있는 그의 스튜디오에서 일하기로 한다.

### 학교 사람들
요시미네 미츠카(芳峰 蜜香)
성우 - 이노우에 키쿠코
타케야의 담임. 담당과목은 영어. 학생들에 대한 교육열은 높은 편이나 본인의 잘 빠진 몸매를 드러내고 싶어 안달난 노출광. 사람들의 파고드는 시선을 느끼며 흥분하기도 함. 또한 교실에선 수영복, 란제리, 레이스퀸, 버니걸 의상 등을 입으며 자신이 만든 낯뜨거운 영어책으로 수업을 해서 학생들을 곤혹스럽게 만든다. 취미는 속옷 콜렉션과 동네시장 쇼핑. 학생들의 이성교제에 대해서는 눈에 띄게 개방적인 태도를 취하며 타케야와 렌의 사이에 대해서도 전폭적으로 지지한다. 원작만화 중반에는 UFO로 회수당한 렌을 찾으러 가는 타케야를 자가용에 태우고 엄청난 운전실력을 선보였다.
오이카와 히코로(及川 彦郞)
성우 - 야마구치 캇페이
타케야의 클래스메이트. 애칭은 '오이히코'. 디어즈(특히, 어린 여성 디어즈)의 광팬이며, 'DearS love club'의 첫 번째 멤버. 애니메이션에서는 원작과 달리 제과점 '메르헨'의 주인 아들로 나옴.
교장선생(校長先生)
성우 - 아마다 마스오
타케야와 렌이 다니는 코하루 고등학교의 교장. 아무리 괴상한 일이 생겨도 놀라지 않는 무사태평한 노인이다. 취미는 텃밭 가꾸기.
노나카 히로후미(野仲 宏史)
성우 - 스와베 쥰이치
코하루 고등학교의 소문난 플레이보이. 애칭은 '히로'. 타고난 미모로 수많은 여자들을 꼬시는 재주를 보여주며, 그 때마다 여성들을 '아기고양이(子猫ちゃん)'라 부름. 그러다가 렌에게 관심을 갖고 그녀를 꼬시려고 하지만, 렌은 그를 친구 이상으로 여기지 않는다. 급기야는 정말로 렌을 사랑하게 되어버리나, 렌의 진심을 알고 깨끗이 포기한다. 원작만화에서는 이후 자키가 그를 '기프트'로 여기고 계속 따라다니게 됨. (노나카 본인은 영문을 모른 채 그를 돌봐주지만 어디까지나 민폐로 여길 따름이다.)
위원장(委員長)
성우 - 스도 유미
타케야네 반의 학급회장. 항상 방정맞은 미츠카 선생님에게 충고를 한다.
에이코(映子)
성우 - 아사카와 유우
타케야의 클래스메이트.
비이코(微意子)
성우 - 사토 아케미
타케야의 클래스메이트.
2번, 3번
성우 - 스가누마 히사요시/우에다 요지
타케야의 클래스메이트들. 오이히코와 같은, 'DearS love club'의 멤버.

### 디어즈들
루비(ルビ)
성우 - 토요구치 메구미
성인 여성 디어즈. 지구에 불시착한 디어즈 커뮤니티 '타나스트'의 부사령관이며 디어즈들의 사회교육을 책임지는 교관이기도 하다. 캡슐에 잠들어 있는 피나를 대신해서 디어즈 커뮤니티의 모든 일을 총괄하고 있다. 제로 넘버즈인 렌의 존재에 대해 석연치 않게 여기고 그녀를 회수하기 위해 바이터를 파견하는 등 여러 가지 조치를 취한다. 주무기는 채찍이며 디어즈 중에서는 제법 과격한 편이지만 피나에게는 절대적으로 복종한다. 마지막에 이오와 타케야 일행 등이 우주로 떠날 때, 그녀는 피나를 보좌하고자 스스로의 의지로 지구에 남는다.
키이(キィ)
성우 - 사와시로 미유키
소년 디어즈. 직책은 '블랙 시프'. 다양한 자료들을 정리해 보고를 하거나 디어즈로 인해 발생한 민감한 문제들을 해결하는 외교관 겸 교섭자로 활동한다. 싸움을 원치 않는 온화하고 조용한 성격.
애니메이션에서는 본부에서 상주하지만 원작만화에서는 어느 부잣집에 파견되어 홈스테이 생활을 하는 것으로 묘사된다. 키이가 소극적인 성격 때문에 그 집 아들에게 학대받는 것을 알아챈 타케야는 그에게 "상대가 원하는 대로만 맞춰주는 것은 진정한 친구가 아니다"라면서 자신감을 일깨우는 조언을 해주고, 그 말에 자극받은 키이는 용기를 내어 주인집 아들이 학대를 그만두도록 만든다. (자세한 과정은 극중에 나오지 않지만 이후 키이가 학대를 암시하는 반창고를 붙이고 나오는 장면이 없어지며, 후반부에 디어즈에 대한 사람들의 불신이 심해지면서 키이가 몸져눕게 되자 주인집 아들이 진심으로 그를 간병하는 모습이 나온다.)
남성임에도 불구하고 타케야를 동경하는 마음을 품게 되지만 그 이상 발전하지는 않는다. 타케야에게 친밀감을 가진 디어즈들 중에서 가장 신중하면서도 타케야의 생각을 수용하고 이해하는 모습을 보여주었다. 타케야의 여동생 나츠키와 같은 중학교에 다니고 있어서 놀이 상대로 자주 어울린다. 마지막에 이오와 타케야 일행 등이 우주로 떠날 때, 스스로의 의지로 지구에 남는다.
자키(ザキ)
성우 - 히라타 히로아키
성인 남성 디어즈. 커뮤니티에서 렌을 회수하기 위해 파견한 바이터. 키가 크고 근육질이며 말수가 적고 맨손격투에 능함. 원작만화에서는 렌을 회수하려고 추격하다가 렌이 타케야와 '기프트'로 맺어졌다는 걸 알고 회수를 포기한다. 하지만 렌을 회수하려고 쫓아다닐 때 달리기에서 졌다는 사실에 꽤 신경쓰고 있는 듯 하다. 이후 노나카 히로후미를 자신의 '기프트'라 여기고 그를 쫓아다니는 바람에 여러 가지 곤란한 상황을 만들곤 한다. 처음 등장했을 때의 냉정한 인상과는 반대로 갈수록 개그장면이 늘어나는 캐릭터.
니아(ニア)
성우 - 타무라 유카리
소녀 디어즈. 디어즈 커뮤니티에서 수행을 쌓고 있는 견습 바이터로, 자키를 스승으로 삼고 있다. 고양이같은 모습과 몸놀림을 자랑하지만 굉장한 낙천가에 건망증이 심해서 종종 자기가 뭘 하려고 했는지도 잊어버리고 딴짓에 열중하는 모습을 보여준다. 애니메이션에서는 렌을 회수하기 위해 렌을 쫓지만, 원작만화에서는 스승인 자키를 이겼다고 소문이 퍼진 렌과 겨루기 위해 렌을 찾아온다. 타케야하고는 먹을 걸 주고 자신의 소망을 들어주고 응원한 일을 계기로, 그리고 나츠키와는 아기고양이를 같이 구해 준 것을 계기로 친해진다. 원작만화에선 이후 타케야가 렌을 찾으러 커뮤니티로 왔을 때 그를 돕기도 한다. 외출 중에 원인불명의 사고로 UFO의 출입구가 폐쇄되면서 UFO로 돌아가지 못하고 헤매다가 나츠키의 집에서 같이 지내게 된다.
치나(チナ)
성우 - 모모이 하루코
소녀 디어즈. PS2용 게임판 《DearS》 오리지널 캐릭터. 게임화 기념으로 만화와 애니메이션에도 게스트 출연한다.
애니메이션에서는 마지막에 일종의 아이돌같은 존재로 잠깐 출연하지만 원작만화에서는 렌과 같은 '제로 넘버즈'로, 동면에서 일시적으로 깨어나 특수임무를 띠고 인류사회에 파견되었다는 설정. 이오를 제외하면 디어즈들 중에서 최연소 캐릭터이다.
약간 건방진 아가씨같은 면이 있어서 타케야의 자취방이나 동네 시장을 서민의 궁박한 생활상이라 깔보면서도 호기심에 불타 이리저리 돌아본다. 지구의 과학자들로부터 '샘플 B7'이라 불리며, '샘플 A2'라고 불리는, 도망친 다른 제로 넘버즈(이오)를 회수하러 왔다가 타케야의 자취방에 도달한다. 그 후 타케야에게 주인님처럼 같이 놀아달라고 부탁한다. '치나'라는 이름은 타케야와 처음 만났을 때 그가 임시로 붙여준 이름인데 그녀가 훔쳐먹은 음식을 제공한 배달음식점 '차이나 벨(ChinaBell)'에서 따왔다. 이후 제로 넘버즈의 회수에 실패하고 돌아온 후 다시 동면캡슐에 수용된다. 그녀는 다시 깨어난다면 타케야를 주인으로 모셨으면 좋겠다고 소망하며 잠든다. 렌의 각성으로 디어즈들의 생명력이 돌아오면서 제로 넘버즈도 동면에서 깨어나 다른 디어즈들과 공존하게 되고, 치나도 그 덕분에 최종회에 재등장한다. 마지막에는 타케야 일행과 함께 우주로 떠났다.
피나(フィナ)
성인 여성 디어즈. 디어즈 커뮤니티의 워처(총사령관). 애니메이션에서는 계속 캡슐 속에서 자는 모습만 보여준다. 하지만 원작만화에서는 타케야가 납치된 렌을 구하러 UFO로 왔을 때 일시적으로 잠에서 깨어나 사령관의 권한으로 공식적으로 두 사람의 관계를 인정해 준다. 그리고 루비에게 렌의 회수 중단을 명한다.
디어즈들 중에서 겉보기보다 휠씬 더 나이를 먹었고, 디어즈와 그들의 '사회'에 대해 외부에 알려진 것보다 훨씬 많은 것을 알고 있는 듯하다. 하지만 잠에 취한 탓인지 본래 성격이 그런 건지 지나치게 느긋하고 위기감이 없다. 디어즈의 평균수명은 20년으로 한정되어 있으나 그녀는 그보다 훨씬 오랜 세월을 버티기 위해 주기적으로 수면을 취해야 한다. 대부분의 중요한 시기에 항상 잠에 빠져 버리기 때문에 갖고 있는 권한에 비해서 스토리 진행에는 큰 도움이 안 되는 캐릭터.
아유(アユ)
타케야 일행이 여름 합숙차 다른 도시에 갔을 때 만난 소녀 디어즈. 검게 그을린 피부에 시원시원한 성격이며 홈스테이 중인 지역의 문화에 완전히 동화되어 사투리를 능숙하게 구사한다. 원작만화에만 등장.
이오(イオ)
어느날 타케야가 고등학교 옥상에서 만난 유아 디어즈. 처음 만났을 땐, '렌'이라는 말 밖에 하지 못 한다. (이때 '렌'은 캐릭터 이름이 아니고 디어즈들의 언어로 '0'을 뜻한다.) 이후 그녀의 정체가, 치나가 회수하려 했던, '샘플 A2'라는 게 밝혀진다. 또한 보기와 달리, 물체의 중력을 조절하는 능력이 강력하며, 순간이동능력도 가지고 있다.
그녀의 진짜 정체는 디어즈의 미래를 좌우하는 '게이트'를 수호하며 주인종족의 자격을 심사하는 '게이트 키퍼'였다. 이쿠하라 박사의 연구에 의해 디어즈는 자기들보다 강한 다른 종족의 노예가 됨으로써 종족의 안전을 꾀하는 일종의 '기생생물'이라는 사실이 밝혀진다. 만약 디어즈를 노예로 맞이한 주인종족이 그들을 부릴 만한 자격이 없다고 판단되면 게이트 키퍼가 모종의 최종병기를 발동하여 주인종족만을 말살하고 디어즈의 다음 행보를 결정하는 프로그램이 진행 중이었던 것이다.
게이트 키퍼로 성숙한 이오는, 자신의 역할에 따라 지구인들을 숙청하려고 한다. 하지만 게이트인 렌이 '감정의 힘'을 통하여 자신의 의지로 선택하고 앞날을 스스로 결정하게 된 것을 알고, 지구인들의 숙청을 그만둔다. 본래 피나의 뒤를 잇는 차기 워처의 역할도 부여될 예정이었으나 디어즈들의 진화로 인해 피나의 죽음이 연기됨으로써 두 명의 워처가 존재하게 되었고, 이오는 피나에게 지구를 맡긴 뒤 제로 넘버즈를 중심으로 한 희망자들을 모아서 우주로 떠난다. 원작만화에만 등장.

### 타케야의 가족
이쿠하라 나츠키(幾原 菜月)
성우 - 신타니 료코
타케야의 의붓여동생. 중학생. 하루미와 같이 외국에서 유학 생활을 하다가 일본으로 돌아온다. 타케야에 대하여 병적인 집착을 보이며 타케야를 주인으로 모시는 렌에 대해서도 적대적으로 대한다. 하지만 같은 학교인 키이와 친해지면서 디어즈의 생활을 이해하게 되고 마지못해 타케야와 렌의 관계를 인정하게 된다. 그러나 애니메이션에서는 렌과 금방 화해한다. 오빠가 집으로 돌아와서 다시 가족들과 같이 살기를 바라고 있다.
몸집은 작지만, 어머니인 하루미의 교육 때문인지 격투술과 신체능력은 좋은 편이다. 타케야가 렌과 수상쩍은 짓을 하려는 듯한 현장을 목격하면 자기가 가진 모든 기술을 동원하여 두 사람을 저지하려 한다. 어른스럽게 굴려고 하지만 아직 중학생이기 때문에 때로 어린이다운 일면을 드러낸다.
이쿠하라 하루미(幾原 晴海)
성우 - 스즈키 마리코
타케야의 새어머니. 호쾌하고 다정한 성격의 미인. 사납게 날뛰는 나츠키를 제압할 수 있는 몇 안되는 사람. 나츠키에게 그녀가 익힌 격투기술의 모든 걸 가르쳤다. 타케야가 집에 들어오지 않고 혼자 사는 것은 아무래도 복잡한 가족관계로 인한 갈등 때문인 것 같다. (본래 타케야도 하루미를 동경하였으나 아버지 타케조가 결혼해버리는 바람에 실연당한 과거가 암시된다. 그 때문에 타케야는 그녀를 새어머니로 받아들이기 어려워서 작품 초반까지도 계속 그녀를 '하루미 씨'라고 불렀다.)
이쿠하라 타케조(幾原 武造)
타케야의 친아버지. 우주과학센터에 근무하는 과학자로 디어즈 연구에 참가했다. 갑자기 타케야 앞에 나타나 렌을 데려가려고 한다. 그 이유는 렌이 '게이트'라는 존재라서 지구인들에게 위협을 가할 수 있다고 판단해 그녀를 우주 밖으로 보내기 위해서였다. 원작만화에만 등장.

### 뮤의 홈스테이 가족
할아버지
성우 - 스즈키 키요노부
뮤가 홈스테이하고 있는 집에 사시는 할아버지. 무뚝뚝한 면이 있지만 뮤를 진심으로 생각하고 있으며, 아이를 갖지 못한 아내를 위해 홈스테이 제안을 받아들였다고 한다.
할머니
성우 - 사다오카 사유리
뮤가 홈스테이하고 있는 집에 사시는 할머니. 홈스테이 제안이 처음엔 들어왔을 때는 반대하였지만 남편이 아이가 없었던 자신을 위해 홈스테이를 받아들이길 원하여, 그녀 역시 홈스테이를 받아들인다. 뮤를 친딸처럼 대해줌.

### 마을 사람들
생선가게 아저씨
성우 - 우에다 요지
타케야가 사는 마을의 상인. 생선가게를 운영함. 원작만화에서부터 꾸준히 등장한 숨은 조연으로, 디어즈에게 친절한 인심 좋은 상점가 인물들의 대표 격.
제과점 부부
성우 - 야마다 마스오(남편)/다기가와 마리코(아내)
시장에서, 제과점'갓 구운 빵 메르헨'을 운영하고 있는 부부. 남편은 디어즈의 광팬. 아내는 그런 남편의 디어즈에 대한 집착을 못 마땅하게 여김. 애니메이션에서는 오이히코의 부모님으로 출연.
아주머니들
성우 - 아사카와 유우/오노 에리
애니에서 가끔씩 등장하는 동네 아주머니들.

## 용어 설명
디어즈(DearS)
일본에 추락한 UFO에서 발견된 외계인들. 우주선 자체는 지구보다 훨씬 앞선 기술로 만들어져 있으나 고장난 부분을 수리할 기술자가 없어 고향별로 돌아가지 못하고 지구에서 시민권을 얻어 정착하게 된다. 이들은 독(Dog)과 시프(Sheep)의 두 계급으로 나뉘며 독 계급은 크게 바이터(Biter), 워처(Watcher), 바커(Barker)라는 3가지 직책으로 나뉜다. 유체 상태로 몇 년간을 지내다 고치를 만들어 '부화'함으로써 바로 성체가 되는 특성을 가지고 있다. 또한 원래 타종족에 봉사하는 노예로 취급되어 '물건'처럼 생산되며, 그 때문에 자주성이 결핍되고 순종적이라고 한다. 항상 다른 종족을 '마스터'로 모시고 살아간다. 그 이유는 사실 디어즈는 기생형 외계인이라, 타종족에 의존하지 않으면 살아갈 수 없을 뿐더러 자력으로 번식조자 할 수 없기 때문이다.
탁월한 신체 능력과 우수한 언어 습득 능력 및 타인의 충동이나 본능적 욕구를 감지할 수 있는 능력, 물체의 중력을 조절할 수 있는 능력을 보유하고 있다.
디어즈는 지구인이 이들을 부르는 호칭으로, 원래 어떤 명칭이었는지는 불명. 사전에는 실려 있지 않지만, 원작에서는 '우주에서 온 친애하는 친구들'이라는 의미라고 설명된다.
기프트(Gift/ギフト)
일반적으로, '디어즈'는 주인을 선택하지도 못하고 선택할 수도 없다고 한다. 하지만 '디어즈'가 스스로 주인을 선택하고 주인이 그걸 받아들이는 극히 예외적인 경우가 있는데, 그런 경우를 '기프트(Gift)'라 부른다.
제로 넘버즈(Zero Numbers/ゼロナンバーズ)
생산과정 중에 발생한 결함 때문에 시장에 내놓지 못 하는 디어즈를 지칭하는 용어. 결함 판정을 받은 디어즈에겐 실수로 출하되는 것을 막기 위해 인증번호 앞자리에 0을 붙인다. 지구인들은 제로 넘버즈를 실험대상으로 삼는 대신 150여 명의 디어즈들에 시민권을 인정해주기로 은밀히 계약을 맺었다. 그 실험에 관여한 것이 타케야의 아버지 이쿠하라 박사이다.
독(Dog/ドッグ種)
디어즈의 상위계급으로, 다른 디어즈들을 감독하는 업무용 노예에 해당. 맡은 역할에 따라 워처, 바커, 바이터로 구분된다.
워처(Watcher/ウォッチャー)
디어즈의 직위 중 하나로, 커뮤니티 내에 있는 모든 노예를 총괄하고 감시하는 역할을 맡는다. 독 계급에서 담당.
바이터(Biter/バイター)
디어즈의 직위 중 하나로, 주로 커뮤니티의 경비나 호위 임무를 맡는다. 독 계급에서 담당.
바커(Barker/バーカー)
디어즈의 직위 중 하나로, 디어즈를 가르치고 노예로서의 업무를 익히게끔 하는 임무를 맡는다. 독 계급에서 담당.
시프(Sheep/シープ種)
디어즈의 하위계급으로, 현장에서 직접 업무에 종사하는 일반 노예. 출하되기 전 캡슐에서 수면상태로 있다가 주인이 확정되면, 그 때부터 노예로서의 교육을 받고 사회로 나가게 된다.
블랙 시프(Black Sheep/ブラックシープ)
디어즈의 직위 중 하나로, 커뮤니티와 외부에 파견된 디어즈를 연결하는 연락책. 지구에서는 홈스테이 중인 디어즈들을 지원하는 서포터 역할도 맡고 있다. 키이의 말에 따르면 아무거나 닥치는 대로 하는 잡일꾼 같은 존재인 모양.
게이트(Gate/ゲート)
디어즈의 미래를 결정짓는 존재. 자체 번식이 불가능한 디어즈들 중에서 유일하게 생식능력을 갖춘 개체로, 진화의 고비마다 나타나 디어즈의 후손들을 만드는 임무를 맡게 된다. 하지만 지구의 과학자들은 이것을 게이트 키퍼와 혼동하여 디어즈들이 주인종족을 말살하게 만드는 존재로 오해한다.
게이트 키퍼(Gate keeper/ゲートキーパー)
게이트의 각성과 함께 각성하는 존재로, 게이트를 지키고 주인종족의 가치를 판단·감시하며, 여차할 경우 그 종족을 숙청하는 역할을 담당. 선대 '워처'에 이어 '워처'의 자리를 물려받는 기능도 겸비하고 있다.

## TV 애니메이션
도우무에 의해 총13화로 제작되어 2004년 7월부터 2004년 9월까지 방영되었다.

### 주제가
오프닝 - Love slave
- 작곡·작사 - 모모이 하루코(桃井 はるこ)/ 편곡 - 코이케 마사야(小池 雅也)
  - 노래 - UNDER17

엔딩 - Happy cosmos
- 작사 - 히타 아키(畑 亞貴) / 작곡·편곡 - 타무라 신지(田村 信二)
  - 노래 - PoppinS(나카하라 마이, 시미즈 아이)